# Université nationale du sport de Corée
L'Université nationale du sport de Corée (en hangul : 한국체육대학교) est une université nationale de Corée du Sud située à Séoul dans l'arrondissement de Songpa-gu. 

## Composantes

### Faculté de1ercycle
- Faculté d'éducation physique
- Faculté des sports communautaires
- Faculté des sciences de la santé et du vivant
- Division des arts libéraux

### Faculté de cycle supérieur
- Faculté d'éducation physique
- Faculté d'études des sports et loisirs
- Faculté de pédagogie